# Biała dama
Biała dama (La dame blanche) – trzyaktowa opera buffa. Libretto napisał Eugène Scribe, a muzykę François-Adrien Boieldieu.

## Osoby
- Gaveston, - bas
- George Brown, angielski oficer - tenor
- Anna, wychowanka Gavestona - sopran
- Małgorzata, stara służąca - mezzosopran
- Jenny, żona Diksona - sopran
- Dikson, dzierżawca - baryton
- Mac Irton, sędzia - bas
- Gabriel, parobek dzierżawcy - bas

## Treść
Czas i miejsce akcji: rok ok. 1750, zamek hrabiów Avenel w Szkocji.
W domu dzierżawcy ma odbyć się chrzest, jednak sędzia, który miał zostać ojcem chrzestnym zachorował. Pojawia się George Brown, który obiecuje zostać ojcem chrzestnym w zamian za przenocowanie. Dikson zgadza się. Oficer dowiaduje się, że w sąsiednim zamku straszy, oraz o historii łączącej tamtą zjawę z jego gospodarzem (którego zjawa wzywa, aby przyszedł do zamku). Proponuje, że pójdzie tam zamiast Diksona. Okazuje się później, że za zjawę przebiera się Anna, którą wcześniej poznał oficer, zaś sam żołnierz to zaginiony hrabia, właściciel zamku, w którym straszy. Po odzyskaniu zamku młodzi przysięgają sobie dozgonną miłość.

## Historia utworu
Libretto zostało oparte na powieści Waltera Scotta Guy Mannering i Klasztor. Premiera w Paryżu w 1825 roku okazuje się niezwykłym sukcesem. Polska premiera w Warszawie w 1827 roku spotyka się z identycznym przyjęciem. Nawet Fryderyk Chopin podczas występu w Wiedniu w 1829 improwizuje na temat jednej z melodii z tej opery.